# Antonio Perošević
Antonio Perošević (Split, 6. ožujka 1992.) hrvatski je nogometaš koji igra na poziciji napadača. Trenutačno igra za poljski klub Podbeskidzie Bielsko-Biała.